# Typhochrestoides baikalensis
Typhochrestoides baikalensis là một loài nhện trong họ Linyphiidae.
Loài này thuộc chi Typhochrestoides. Typhochrestoides baikalensis được Kirill Yuryevich Eskov miêu tả năm 1990.